# Метапан
Метапан (шп. Metapán) је град у Салвадору у департману Санта Ана. Према процени из 2007. у граду је живело 65.826 становника.